# Sangage
Sangage (Zakatji en swahili) fou un xeicat musulmà que va existir a la costa de Moçambic, com a vassall del sultanat d'Angoche, entre el segle xvi i 1910. És també el nom d'un petit riu i d'un far. L'establiment musulmà estava a la boca del riu.
Amb l'arribada dels portuguesos a l'Àfrica oriental i el seu interès pel vori, el comerç d'aquest producte es va establir principalment a Angoche, però es van crear nous establiments comercials àrabs a Sangage i Mogincual (al nord de Angoche) i Moma (al sud), que van esdevenir xeicats vassalls del soldà d'Angoche. La relació de Somama, un altre establiment, amb Angoche, no està determinada.
Els koti, el poble swahili (àrabs i africans) d'Angoche es va establir a la zona continental al segle xix especialment a M'Lay i Sangage, territoris vassalls del sultà.
A la segona meitat del segle xix els esclaus capturats pels musulmans eren portats entre altres ports a Sangage per ser enviats a Madagascar. Abans de 1870 el xeic de Sangage va acollir als banians, indis que volien el control del tràfic d'esclaus i Sangage fou atacada per Musa Quanto, príncep i general (i després sultà) d'Angoche que volia l'absolut control d'aquest tràfic. El 1890 el príncep Farallahi, delegat del soldà d'Angoche als territoris continentals, va atacar la posició portuguesa de Parapato (després António Enes, i avui anomenada Angoche, al continent, no lluny de l'arxipèlag d'Angoche) però l'arribada d'un vaixell portuguès, el Tamega, el va obligar a fugir; llavors el xeic de Sangage i alguns mwene o caps locals (entre altres els de Mutucute i Inhamitade) es van sotmetre als portuguesos; davant la deserció d'aquests caps, Farallahi va decidir sotmetre's tanmateix, per guanyar temps, i va signar un tractat, que a canvi de declarar-se aliat portuguès, li garantia que no seria atacat. El 1891 Farallahi va visitar als mwene de la regió, fins i tot els que s'havien sotmès als portuguesos con el de Sangage, i els va retornar a la fidelitat.
El 1910 una expedició militar portuguesa va assegurar el domini lusità dels establiments àrabs i el xeicat de Sangage es va declarar aliat de Portugal i va cooperar amb els portuguesos sent seguit per alguns mwenes (caps) de la zona. El 1912 el xeic es va revoltar però fou derrotat i el xeicat abolit. El governador de Moçambic, Duarte Ferreira, just després de finalitzada la revolta del xeic, explicava en una carta les causes: "Sobre les causes de la sublevació del xeic de Sangage, no tinc format cap judici, considerant que aquest vell mwene era considerat com un auxiliar de les autoritats de la capitania portuguesa d'Angoche a les que va donar servei a les operacions del 1910, fent servir la seva influència amb els caps locals del nord de la capitania; és veritat no obstant que era un destacat conspirador implicat en tota mena d'intrigues, i era conscient de la influència que li proporcionava entre les poblacions locals tenir la confiança de les autoritats colonials i el poder que aquestes li havien deixat; les poblacions el temien com home de govern i el respectaven com a cap religiós, d'una religió tant singularment expansiva; era conegut com un vell que per les seves conveniències manejava com volia la seva fidelitat al govern colonial".
El far fou construït el 1923 a l'entrada de la badia d'Angoche. La seva altura és de 26 metres i la distància focal és de 93 metres. Vegeu: imatge de domini públic del far